# محمد عبد الحكيم دراج
محمد عبد الحكيم دراج ويشتهر محمد حكيم (مواليد محافظة الغربية) هو كاتب مصري. صدر أول عمل روائي له من دار روعة للطبع والنشر والتوزيع بعنوان«العائشون على الورق ويموتون في الواقع» عام 2013.

## مؤلفاته
- «العائشون على الورق ويموتون في الواقع»، 2013[3][4]
- «بياع الهوى»، 2014[5]
- «ابن فرعون الخروج»، 2015[6]
- «أوقفوا الهجوم»، 2016[7]